# آتشکده کلم
آتشکده کُلْم مربوط به اواخر دوران‌های تاریخی پس از اسلام است و در شهرستان دره‌شهر، بخش بدره، روستای کلم واقع شده و این اثر در تاریخ ۱۴ مرداد ۱۳۸۲ با شمارهٔ ثبت ۹۵۳۱ به‌عنوان یکی از آثار ملی ایران به ثبت رسیده‌است.